# Tampines Rovers Football Club
Maillots
Actualités
Le Tampines Rovers Football Club (en chinois : 淡濱尼流浪足球會, et en tamoul : டம்பைன்ஸ் ரோவர்ஸ் கால்பந்து கிளப்), plus couramment abrégé en Tampines Rovers, est un club singapourien de football fondé en 1945 et basé à Singapour.

## Histoire
Entre 2015 et 2017, le club dispute ses matchs à domicile au Jurong West Sports and Recreation Centre.

## Palmarès
| Compétitions nationales |
| --- |
| - Championnat de Singapour (7) : - Champion : 1979, 1980, 1984, 2004, 2005, 2011 et 2012. - Vice-champion : 2006, 2009, 2010, 2015 et 2016. - Coupe de Singapour (4) : - Vainqueur : 2002, 2004, 2006 et 2019. - Finaliste : 1975, 2007, 2010, 2012, 2016 et 2022. - Supercoupe de Singapour (en) (5) : - Vainqueur : 2011, 2012, 2013, 2014 et 2020 - Finaliste : 2017 et 2018 |

## Personnalités du club

### Présidents
- Desmond Ong
- Teo Hock Seng

### Entraîneurs
| - Victor Stănculescu (1996) - William Gallagher (1997) - Chiang Boon Seng (1997 - 1998) - Chow Kwai Lam (2002 - 2003) - Vorawan Chitavanich (1er janvier 2004 - 31 décembre 2010) - Steven Tan (1er janvier 2011 - 10 août 2012) | - Peng Kee (11. août 2012 - 31 décembre 2012) - Nenad Bacina (1er décembre 2012 - 28 mai 2013) - Peng Kee Tay (28. Mai 2013 - 27 novembre 2013) - Salim Moin (28 novembre 2013 - 27 avril 2014) - Rafi Ali (27 avril 2014 - 30 juin 2014) | - Varadaraju Moorthy (9 décembre 2014 - 30 avril 2016) - Akbar Nawas (27 mai 2016 - 27 janvier 2017) - Jürgen Raab (30 janvier 2017 - 9 octobre 2018) - Kadir Yahaya (1er décembre 2018 - 31 décembre 2019) - Gavin Lee (1er janvier 2020 -) |